# Goniobranchus coi
Goniobranchus coi (Risbec, 1956) è un mollusco nudibranchio della famiglia Chromodorididae.

## Descrizione
Tipico disegno del mantello a macchia ondulata, con colorazione bruno-violacea interna racchiusa da un contorno chiaro. Resto del mantello a digradare da giallo a marrone, sull'esterno, con bordo blu-violaceo. rinofori del colore della macchia centrale, cosiccome le branchie. Circa 5 centimetri.

## Distribuzione e habitat
Oceano Pacifico occidentale, raro nell'Oceano Indiano.